# Nacuché
Nacuché es un poblado localizado en el municipio de Espita, en Yucatán, México. 

## Elementos identitarios

### Toponimia
El nombre (Nacuché) proviene del idioma maya, significa casa de cedro.

## Geografía física

### Localización
Nacuché se localiza en las coordenadas 20°55′22″N 88°17′45″O / 20.92278, -88.29583 (20.923611, -88.295833).
Por carretera, se encuentra a 1500km de la Ciudad de México, 175 km de Mérida, 37 km de Tizimín, 36 km de Valladolid, y 10 km de Espita.

## Demografía
Según el censo de 2010 realizado por el INEGI, la población de la localidad era de 1.219 habitantes (7,82% del municipio), de los cuales 634 eran hombres y 585 mujeres. En la población había 281 viviendas en 2010.

## Política

### Municipio de Espita

Mapa del Municipio de Espita.

La localidad pertenece al municipio de Espita, uno de los 106 municipios de Yucatán, mismo que se encuentra al oriente del estado y ocupa una superficie total de 737,30 km².
En el ámbito político, pertenece al X Distrito Electoral Estatal de Yucatán con sede en Tizimín, y al I Distrito Electoral Federal de Yucatán con sede en Valladolid.

## Servicios públicos

### Educación
La población tiene un total de cinco escuelas, de las cuales, una es de educación preescolar, una de educación primaria, una de educación secundaria y un telebachillerato.
| Tipo                                            | Alumnado | Docentes | Escuelas |
| ----------------------------------------------- | -------- | -------- | -------- |
| Educación preescolar                            | 70       | 3        | 1        |
| Educación primaria                              | 176      | 6        | 1        |
| Educación secundaria                            | 220      | 15       | 1        |
| Educación media superior                        | 66       | 1        | 1        |
| Total                                           | 532      | 25       | 4        |
| Fuente: Secretaría de Educación Pública (2017). |          |          |          |

### Salud
La localidad cuenta con una unidad de atención médica perteneciente a IMSS-Prospera.